# Basilique Notre-Dame-de-l'Assomption de Nice
Ne doit pas être confondu avec Église Notre-Dame-de-l'Assomption de Nice ou Cathédrale Sainte-Réparate de Nice.
Pour les articles homonymes, voir Basilique Notre-Dame et Notre-Dame-de-l'Assomption.
La basilique Notre-Dame-de-l'Assomption de Nice est une basilique située avenue Jean-Médecin, dans le centre-ville.

## Historique et description
La basilique fut bâtie entre 1864 et 1879 selon les plans de l'architecte français Charles Lenormand, fils de Louis Lenormand. Il s'agit de la plus grande église de Nice. De style néogothique, elle s'inspire des cathédrales de Paris et d'Angers.
La basilique comporte deux tours carrés de trente-et-un mètres de hauteur, surmontant de part et d'autre une grande rosace représentant des scènes du mystère de l'Assomption. 
Sa construction s'inscrivait dans le cadre d'une volonté des autorités de franciser la ville après l'annexion du comté de Nice à la France. Les édifices de style gothique étaient en effet censés être caractéristiques d'un style français.
Elle est consacrée le 12 mars 1925 et est élevée au rang de basilique mineure par le pape Paul VI le 16 avril 1978.
Le 29 octobre 2020, la basilique est le lieu d'un attentat islamiste faisant trois morts. Le 1er novembre suivant, un rite de réparation y est célébré avant la messe de la Toussaint présidée par l'évêque de Nice André Marceau,.

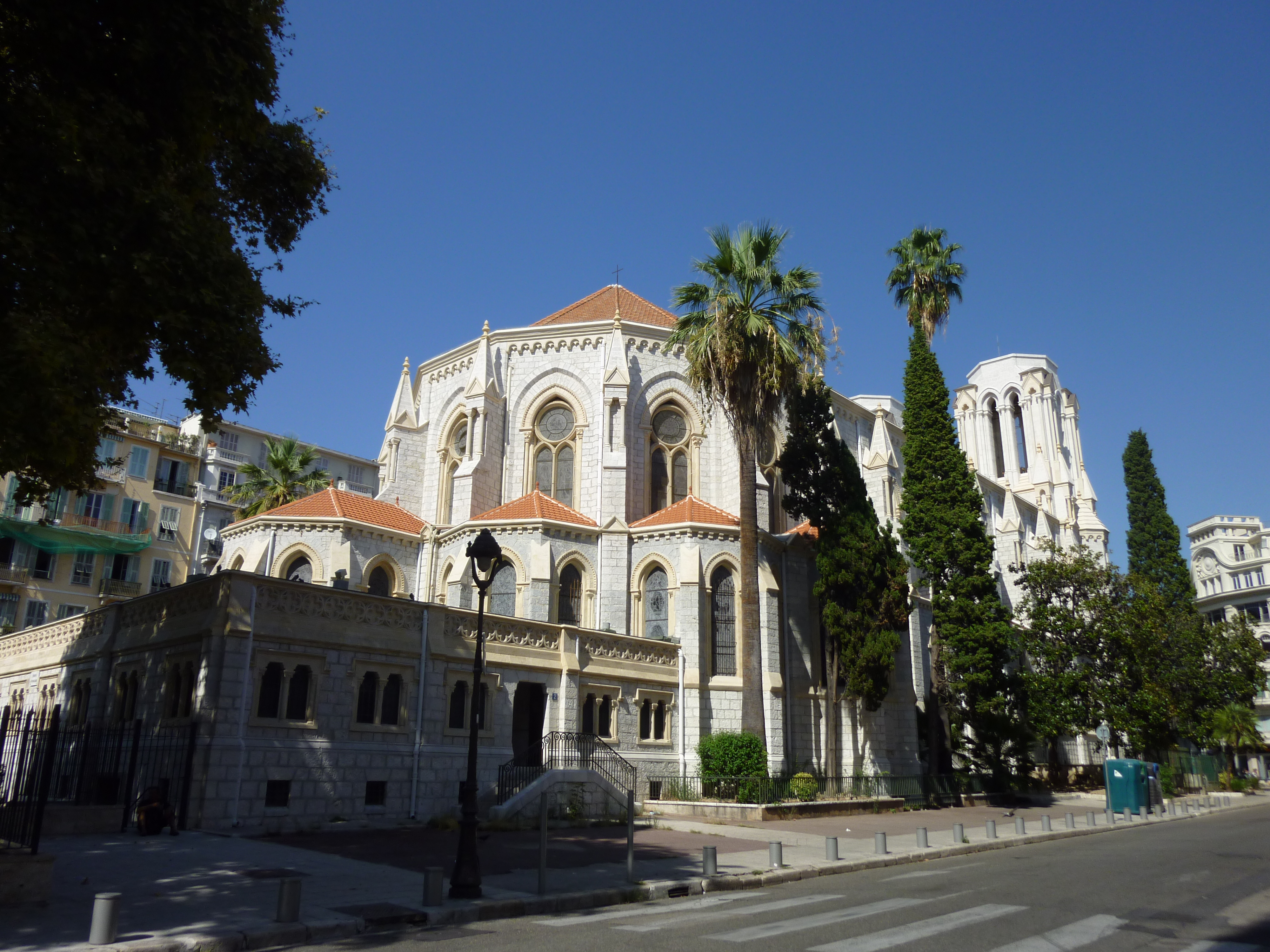
Arrière de la basilique.
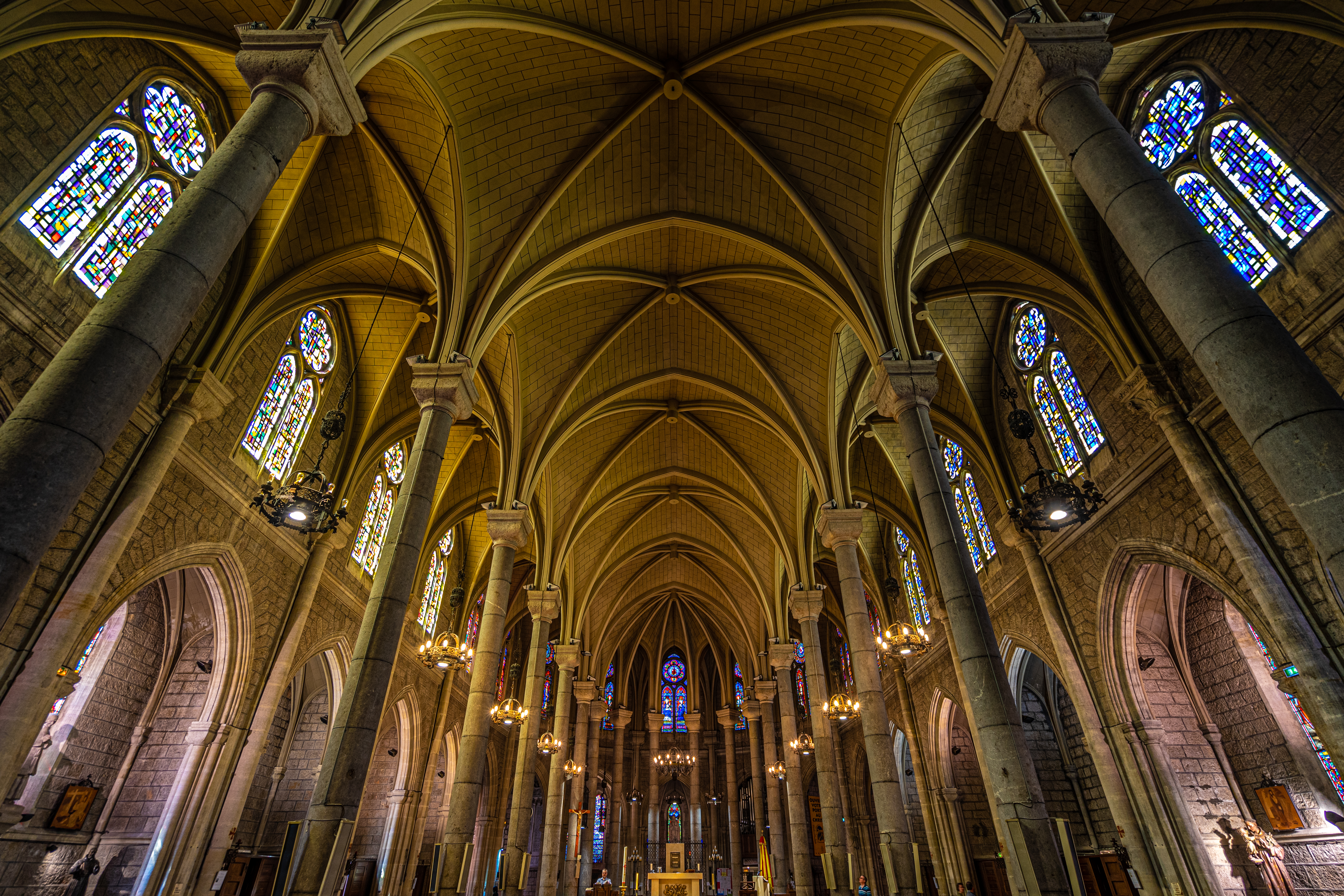
Intérieur de la basilique.